# Robotniczy Klub Sportowy "Rywal"
Robotniczy Klub Sportowy "Rywal" – polski wielosekcyjny klub sportowy działający przy „Fabryce Czekolad E. Wedel, Spółka Akcyjna”, założony w 1931 r.

## Historia
Klub powstał 15 kwietnia 1931 r. Pierwsza sala użytkowana przez klub mieściła się w starej fabryce przy ulicy Szpitalnej w Warszawie, następnie, po przeprowadzce firmy do nowej siedziby przy ulicy Zamoyskiego, wybudowano tam nowoczesną halę gimnastyczno-widowiskową. 
Działalność klubu była finansowana przez właścicieli fabryki.
Samodzielną działalność klub zakończył w 1950 r., kiedy połączono go z "Klubem Sportowym Spójnia-Marymont".

## Sekcje
W klubie działało kilka sekcji, m.in. zapaśnicza (najważniejsza, gdzie trenowali wybitni reprezentanci Polski, m.in. Antoni Rokita i Tadeusz Buza), pływacka, biegowa, lekkoatletyczna, kolarska